# Galerina hybrida
Galerina hybrida är en svampart som beskrevs av Kühner 1935. Enligt Catalogue of Life ingår Galerina hybrida i släktet Galerina,  och familjen Strophariaceae, men enligt Dyntaxa är tillhörigheten istället släktet Galerina,  och familjen buktryfflar. Arten är reproducerande i Sverige. Inga underarter finns listade i Catalogue of Life.